# پدیده انتوپتیک زمینه آبی
پدیده انتوپتیک زمینه آبی یک پدیده درون چشمی است که مانند نقاط روشن ریز (شبیه جرقه‌های کوچک آسمانی) دیده می‌شود. این نقاط به سرعت در امتداد خطوط متحرک در میدان بینایی حرکت می‌کنند؛ به ویژه هنگامی که به نور آبی روشن مانند آسمان نگاه می‌کنیم. این نقاط سریع ناپدید می‌شوند و برای یک ثانیه یا کمتر قابل مشاهده هستند و مسافت‌های کوتاهی را در مسیرهای به ظاهر تصادفی و منحنی طی می‌کنند. برخی از آنها همان مسیر قبلی را دنبال می‌کنند. نقاط ممکن است در طول مسیر مانند کرم‌های کوچک دیده شوند. سرعت نقاط در هماهنگی با نبض متفاوت است؛ آنها کمی در هر ضربان قلب شتاب می‌گیرند. نقاط در میدان دید مرکزی، در فاصله ۱۵ درجه از نقطه تثبیت ظاهر می‌شوند. چشم‌های چپ و راست نقاط ریز مختلفی می‌بینند. کسی که با هر دو چشم به این پدیده دقت کند، ترکیبی از نقاط مختلف را مشاهده خواهد کرد.
اکثر مردم می‌توانند این پدیده را در آسمان ببینند؛ البته چندان به چشم نمی‌آید و بسیاری از افراد تا زمانی که از آن‌ها درخواست نشود به این پدیده دقت کنند، متوجه آن نمی‌شوند. نقطه‌ها در برابر پس زمینه آبی تک رنگ به شدت نمایان هستند. از این پدیده همچنین به عنوان پدیده شیرر یاد می‌شود چرا که نخستین بار ریچارد شیرر، چشم‌پزشک آلمانی در سال ۱۹۲۴ توجه کلینیک‌های پزشکی را به آن معطوف کرد.

## توضیح

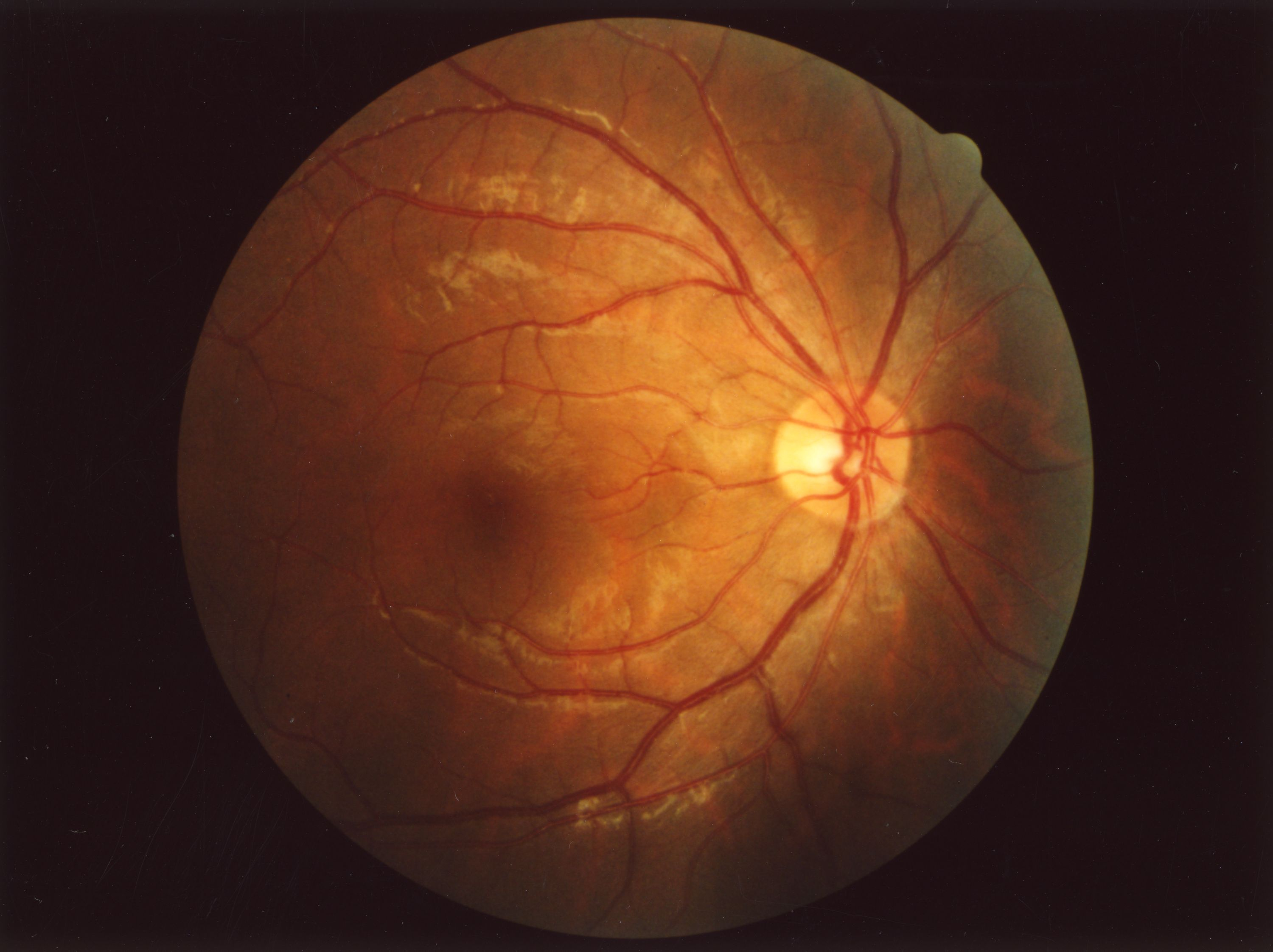
چشمی که عروق خونی جلوی شبکیه را نشان می‌دهد. سایه آنها عامل پدیده انتوپتیک میدان آبی است.

این نقطه‌ها گلبول‌های سفید خون هستند که در مویرگ‌های جلوی شبکیه چشم حرکت می‌کنند. نور آبی (طول موج تقریبی: ۴۳۰ نانومتر ) توسط گلبول‌های قرمز خون که مویرگ‌ها را پر می‌کنند جذب می‌شود. چشم و مغز سایه خطوط مویرگ‌ها را تا حدی با انطباق گیرنده‌های نوری در زیر مویرگ‌ها ناپدید می‌کنند. این در حالی است که گلبول‌های سفید خون که بزرگ‌تر از گلبول‌های قرمز هستند و فراوانی کمتری دارند، نور آبی را جذب نمی‌کنند و شکاف‌هایی در جریان خون ایجاد می‌کنند به صورت نقاط ریز روشن دیده می‌شود. این شکاف‌ها به این دلیل دیده می‌شوند که یک گلبول سفید کروی شکل بیش از حد برای مویرگ پهن است. گلبول‌های قرمز خون که پشت گلبول سفید انباشته می‌شوند، مانند دم تیره خود را نشان می‌دهند. این رفتار سلول‌های خونی در مویرگ‌های شبکیه در انسان‌ها، با تکنیک افتالموسکوپی لیزری اسکن اپتیک تطبیقی که یک تکنیک تصویربرداری برای بررسی جریان خون شبکیه است، مشاهده شده است. البته این نقاط در مرکز میدان بینایی ظاهر نمی‌شوند، زیرا هیچ رگ خونی‌ای در ناحیه بدون عروق فووئال وجود ندارد.

## آنتوپتوسکوپی میدان آبی
در روشی به نام انتوپتوسکوپی میدان آبی، از این پدیده به منظور تخمین جریان خون در مویرگ‌های شبکیه استفاده می‌شود. به بیمار به‌طور متناوب نور آبی و یک تصویر کامپیوتری شبیه‌سازی شده از حرکات نقاط ریز نشان داده می‌شود. با تنظیم سرعت و چگالی این نقاط، بیمار سعی می‌کند تصویر تولید شده توسط کامپیوتر را با نقاط آنتوپتیکی که مشاهده می‌کند، مطابقت دهد.

## تفاوت با سایر پدیده‌های انتوپتیک
پدیده شیرر را می‌توان به راحتی از مگس‌پران (muscae volitantes) تشخیص داد. پدیده شیرر مانند ذرات با قطر و وضوح بصری یکسان، به شکل یک نقطه ساده یا کرم مانند، روشن‌تر از پس زمینه دیده می‌شود. اگر حرکت چشم متوقف شود، نقاط همچنان به اطراف می‌چرخند. اگر چشم حرکت کند، نقطه‌ها فوراً آن را تعقیب می‌کنند، زیرا در شبکیه قرار دارند. در مقابل، مگس‌پران چشم کدورت‌ها یا رشته‌هایی با قطر متفاوت و وضوح بصری متغیر هستند که برخی از آن‌ها اشکال پیچیده‌ای دارند و تیره‌تر از پس‌زمینه دیده می‌شوند. اگر حرکت چشم متوقف شود، حرکت مگس‌پران چشم نیز متوقف می‌شود. وقتی چشم حرکت کند، مگس‌پران چشم‌های زجاجیه به آرامی حرکت چشم را تعقیب می‌کنند، زیرا در مایع زجاجیه قرار دارند که حالتی متمایل به ساکن بودن دارد.
پدیده Scheerer را می‌توان از سندرم دید برفکی متمایز کرد زیرا فقط هنگام نگاه کردن به نور روشن ظاهر می‌شود؛ این در حالی است که سندرم دید برفکی به‌طور مداوم در همه شرایط نوری از جمله تاریکی، در بینایی فرد مبتلا وجود دارد.